# Коротков Олексій Васильович
Олексій Васильович Коротков (1906, Костромський повіт Костромської губернії, тепер Костромської області, Російська Федерація — 16 березня 1945) — радянський діяч органів держбезпеки, народний комісар внутрішніх справ та народний комісар державної безпеки Вірменської РСР і Таджицької РСР. Депутат Верховної Ради СРСР 1-го скликання (1941—1945).

## Біографія
Народився в бідній селянській родині. У 1922 році закінчив школу-семирічку села Шишкіно Костромського повіту.
У квітні 1921 — вересні 1923 року — діловод Шишкінського волосного виконавчого комітету. У 1922 році вступив до комсомолу.
З жовтня 1923 по листопад 1924 року — робітник, сортувальник на 1-й об'єднаній текстильній фабриці імені Леніна в Костромі.
У грудні 1924 — березні 1925 року — слухач Перших Центральних курсів піонерських працівників у Москві.
У квітні — липні 1925 року — голова бюро піонерів Костромського міського (районного) комітету РЛКСМ. У серпні 1925 — липні 1926 року — завідувач політосвіти, голова бюро піонерів Буйського повітового комітету ВЛКСМ.
Член ВКП(б) з квітня 1926 року.
У липні 1926 — березні 1927 року — голова бюро піонерів, заступник завідувача агітаційно-пропагандистського відділу Костромського губернського комітету ВЛКСМ.
У березні 1927 — жовтні 1928 року — секретар президії Костромської губернської контрольної комісії — робітничо-селянської інспекції.
З листопада 1928 до січня 1931 року — рядовий 2-го полку окремої дивізії особливого призначення ОДПУ.
У 1931 — квітні 1933 року — співробітник економічного управління ОДПУ СРСР. У квітні 1933 — липні 1934 року — помічник уповноваженого 1-го відділення економічного управління ОДПУ СРСР. У липні 1934 — травні 1935 року — уповноважений 1-го відділення економічного відділу ГУДБ НКВС СРСР. У травні 1935 — 1936 року — оперативний уповноважений 1-го відділення економічного відділу ГУДБ НКВС СРСР. У 1936 — жовтні 1937 року — оперативний уповноважений 13-го відділення 3-го відділу ГУДБ НКВС СРСР. У жовтні 1937 — 1938 року — помічник начальника 13-го відділення 3-го відділу ГУДБ НКВС СРСР.
У 1938 — січні 1939 року — співробітник центрального архіву НКВС СРСР. У січні — лютому 1939 року — помічник начальника слідчої частини НКВС СРСР.
28 лютого 1939 — 26 лютого 1941 року — народний комісар внутрішніх справ Вірменської РСР. 26 лютого — 31 липня 1941 року — народний комісар державної безпеки Вірменської РСР.
31 липня 1941 — 7 травня 1943 року — народний комісар внутрішніх справ Таджицької РСР. 7 травня 1943 — 7 лютого 1945 року — народний комісар державної безпеки Таджицької РСР.

## Звання
- молодший лейтенант державної безпеки (11.12.1935)
- лейтенант державної безпеки (8.04.1938)
- капітан державної безпеки (25.02.1939)
- комісар державної безпеки (14.02.1943)

## Нагороди
- орден Червоного Прапора (20.09.1943)
- два ордени Червоної Зірки (26.04.1940, 3.11.1944)
- медалі
- знак «Заслужений працівник НКВС» (4.02.1942)